# 千鳥ヶ淵緑道
千鳥ヶ淵緑道（ちどりがふちりょくどう）は東京都千代田区に所在する遊歩道である。桜の名所として名高い。

## 概要
内堀通りに接している千鳥ケ淵戦没者墓苑入口から靖国通りに接している麹町消防署九段出張所までのお堀沿い約700mの遊歩道が千鳥ヶ淵緑道である。緑とお堀に囲まれた憩いの場として親しまれている。
遊歩道内には区営のボート場が設けられていて、桜の咲いている時期は長い列をつくっている。冬期は営業していない。

## 見所
千鳥ヶ淵周辺には約260本の桜の木があり、都内有数の桜の名所として知られている。開花期間中に行われる千代田さくら祭りでは夜になると千鳥ヶ淵緑道の桜にライトアップが施され、お堀の水面に桜が映し出される。そのため桜の咲いている時期は大変に混みあい、緑道内での花見は立ち止まらずに歩きながらするよう促される。また、靖国通りを挟んで接する靖国神社も桜の名所であり、そちらでは場所取りをしての花見が可能で出店も出ている。尚、千代田区はこれらの桜を守り、次世代に引き継ぐため「区の花さくら再生計画」を行っており、桜についての勉強や調査、再生作業、資金援助などを行う「さくらサポーター」を募集している。

## 交通
- 東京メトロ半蔵門線・東西線・都営新宿線 九段下駅「2番出口」から徒歩約5分
- 東京メトロ半蔵門線 半蔵門駅「5番出口」から徒歩約10分